# Impulse! Records
La Impulse! Records è stata una casa discografica statunitense specializzata in musica jazz, fondata nel 1960 da Creed Taylor e distribuita dalla ABC-Paramount Records a New York; attualmente è un'etichetta del gruppo Universal. La maggior parte dei dischi Impulse! furono prodotti da Bob Thiele, che fu assunto dopo che Taylor se ne andò per dirigere la Verve Records, con l'assistenza, come tecnico del suono, del famoso Rudy Van Gelder. John Coltrane fu il primo artista importante a sottoscrivere un contratto con la Impulse!, che venne per questo chiamata anche "the house that Trane built" ("La casa costruita da Coltrane"). Sembra sia stato proprio Coltrane a convincere Taylor a reclutare Van Gelder.

## Storia
Principalmente nota come discografica di album appartenenti alla corrente free jazz, oltre che degli ultimi album di Coltrane prima e dopo la sua scomparsa, la Impulse! pubblicò lavori di Albert Ayler, Charles Mingus, Pharoah Sanders, Sun Ra, Archie Shepp, Marion Brown e altri pionieri di questo genere: ebbe però occasione di pubblicare album di musicisti più vicini al mainstream, ad esempio Freda Payne. Nel corso degli anni sessanta un gran numero di jazzisti (Coleman Hawkins, Ben Webster, Paul Gonsalves, Milt Jackson, Max Roach, Duke Ellington, Freddie Hubbard, Sonny Stitt, Yusef Lateef, Chico Hamilton, Clark Terry, Kai Winding, J.J. Johnson, Oliver Nelson, Lionel Hampton, Sonny Rollins, Quincy Jones, Gabor Szabo, Ray Charles e Shirley Scott) fece almeno una comparsa sugli album Impulse!. Alla metà degli anni settanta, il "quartetto americano" di Keith Jarrett (con Dewey Redman, Charlie Haden, Paul Motian e Gato Barbieri) registrò per questa etichetta una serie di album. La pubblicazione di album nuovi con l'etichetta Impulse! cessò appunto negli anni settanta, ma la ABC-Paramount Records continuò la ripubblicazione degli album più famosi sotto questo marchio fino al 1979. Nel 1979 la Paramount vendette tutto il suo catalogo musicale alla MCA Records per 30 milioni di dollari, cifra che già allora fu considerata sotto costo per il patrimonio di musica e di cultura che veniva ceduto.

### Nascita
La compagnia madre della Impulse!, l'ABC-Paramount Records, venne fondata nel 1955 come divisione musicale della American Broadcasting Company (ABC). La ABC aveva tratto beneficio dalle leggi emanate dal governo statunitense in materia di antitrust negli anni quaranta e cinquanta, che stabilirono la necessità obbligatoria per le maggiori aziende di comunicazione e per gli studi cinematografici di suddividere i loro diversi rami di occupazione in diverse compagnie distinte. Agli inizi degli anni cinquanta, la ABC acquisì la Blue Network dalla NBC e la trasformò nell'indipendente Paramount Theaters, precedentemente di proprietà della Paramount Pictures.
La nuova divisione musicale ebbe inizialmente sede all'indirizzo 1501 Broadway, sopra il famoso Paramount Theatre a Times Square. Sotto la guida degli ex dirigenti della Paramount Pictures Leonard Goldenson, la ABC "riuscì a diventare una forza predominante in campo televisivo, teatrale e musicale" (Kahn, pag. 16) ottenendo successi in TV con lo spettacolo The Mickey Mouse Club, in collaborazione con la Disney.
Per pubblicare su album la musica contenuta nello show di successo, all'inizio del 1955 l'ABC-Paramount formò la Am-Par Record Corporation e l'etichetta ABC-Paramount, con a capo Sam Clark. Il produttore e arrangiatore Sid Feller, il primo impiegato della neonata compagnia, iniziò a lavorare il 14 luglio 1955. Nel 1956 venne assunto il giovane produttore Creed Taylor, che in precedenza aveva lavorato per la Bethlehem Records di New York. L'etichetta ebbe qualche successo degno di nota nel campo della musica pop grazie ad artisti come Paul Anka e il duo ancora sconosciuto Simon & Garfunkel, che allora si faceva chiamare Tom & Jerry. A completare l'assortimento, venivano pubblicati anche titoli di musica folk, country e canzoni goliardiche dei college americani. Nel 1958 venne pubblicato il primo disco del trio Lambert, Hendricks & Ross che introdusse la moda del vocalese ed ebbe un buon riscontro commerciale.
Nel 1959 Creed Taylor ebbe l'intuizione di reclutare per l'ABC Ray Charles, giovane cantante nero che, all'epoca sotto contratto con l'Atlantic dei fratelli Ertegun, era emerso in classifica con un successo clamoroso: What'd I Say. Il passaggio all'ABC di Ray Charles fu sancito da un contratto che prevedeva, oltre a un cospicuo anticipo, anche il mantenimento dei diritti delle canzoni incise da parte dell'autore e la condivisione dei guadagni al 50% con la casa discografica.
Fu nel 1960 che Taylor ebbe l'idea di fondare un'etichetta sussidiaria, specificamente dedicata alla musica jazz. Inizialmente aveva deciso di chiamare la compagnia "Pulse", ma poco dopo scoprì che esisteva già un'altra etichetta con lo stesso nome, e così lo modificò in "Impulse". Taylor si mise al lavoro con la grafica Fran Attaway, allora moglie di Tony Scott per progettare le copertine della nuova etichetta, e furono allora scelti i colori arancione e nero, perché facilmente visibili e riconoscibili. Fin dall'inizio, pertanto, le edizioni Impulse! furono caratterizzate da un aspetto grafico di grande impatto visivo, con copertine dominate dal contrasto tra nero e arancione, album con custodie apribili a libro, con le note inserite nelle pagine interne e pochi dati sul retro, dove talvolta campeggiava solo lo slogan "The New Wave of Jazz is on IMPULSE!" (la nuova ondata del jazz è su IMPULSE!). Il punto esclamativo alla fine del logo riprende la forma della i iniziale rovesciata.

### Creed Taylor e i successi iniziali
Il debutto di Charles per la Impulse!, l'album Genius + Soul = Jazz diede all'etichetta il suo primo grande successo commerciale. La canzone One Mint Julep di Ray Charles, estratta come singolo dall'album, arrivò addirittura al primo posto nella classifica Top 40 statunitense. Altri successi iniziali furono gli album Out of the Cool di Gil Evans, e The Blues and the Abstract Truth di Oliver Nelson.
Il successo di questi primi lavori permise a Taylor di realizzare la partnership più importante per il successivo sviluppo della Impulse!, quella con il sassofonista e compositore John Coltrane. Anch'egli proveniente dalla Atlantic, per la quale aveva pubblicato due pietre miliari della sua carriera artistica, Giant Steps e My Favorite Things, venne reclutato dalla Impulse! con il primo contratto "in esclusiva": mentre ai precedenti artisti l'etichetta aveva sempre fatto sottoscrivere contratti per singole produzioni, con Coltrane si raggiunse un accordo che prevedeva la pubblicazione di una serie di lavori distribuiti in più anni. Il primo era un progetto ambizioso e prevedeva l'utilizzo di ben 16 musicisti oltre al quintetto di Coltrane, ma proprio durante le prime sedute di incisione Creed Taylor fu contattato dalla MGM e accettò di lasciare la Impulse! per andare a dirigere la Verve Records. Il disco di Coltrane venne comunque terminato e pubblicato con il titolo di Africa/Brass.

### Il periodo di Bob Thiele: 1961-69
Il successore di Taylor alla guida dell'etichetta fu Bob Thiele, il produttore che avrebbe in seguito curato la realizzazione di praticamente quasi tutti gli album pubblicati dalla Impulse! negli anni sessanta. Thiele aveva lavorato in precedenza per la Decca Records e le sue consociate Coral Records e Brunswick Records, dove aveva prodotto dischi di Alan Dale, The McGuire Sisters, Pearl Bailey e numerose hit per la cantante Theresa Brewer, che poi sposò. A dispetto delle perplessità che la dirigenza dell'ABC-Paramount nutriva per l'emergente rock 'n' roll, Thiele era riuscito a far firmare Buddy Holly per la Brunswick nel 1957, mettendo a segno un grosso colpo di mercato.
Anche se non era inizialmente un esperto della corrente del "nuovo jazz", Thiele diede prova di essere un produttore competente, appassionato e dalla mentalità aperta; cercò sempre di assecondare le scelte musicali dei propri artisti, dava loro una libertà assoluta senza precedenti in sala di incisione e nella scelta del repertorio. Durante il periodo nel quale Taylor e Thiele diressero l'etichetta, molti album della Impulse! furono registrati a Englewood Cliffs, in New Jersey nello studio dell'ingegnere del suono Rudy Van Gelder, e la sua collaborazione con la casa discografica durò fino alla dipartita di Thiele dalla Impulse! a fine anni sessanta.

#### John Coltrane e il free jazz
La prima produzione di Thiele per la Impulse! fu l'album di John Coltrane „Live“ at the Village Vanguard, pubblicato nel marzo 1962. In termini di produzione, la Impulse! durante gli anni in cui venne guidata da Thiele, viene riconosciuta come una delle etichette chiave nello sviluppo e diffusione del genere free jazz (chiamato talvolta anche "The New Thing") i cui artisti di punta furono John Coltrane e la moglie Alice, Albert Ayler, Marion Brown, Sun Ra, Roswell Rudd, Pharoah Sanders, Archie Shepp e Charles Mingus. Oltre alle numerose uscite di musica d'avanguardia, Thiele produsse anche due classiche collaborazioni che coinvolsero Coltrane e due suoi vecchi eroi, Duke Ellington e Coleman Hawkins. Altri artisti che incisero per la Impulse! in questo periodo includono il contrabbassista compositore Charles Mingus, che per la Impulse! diede alle stampe nel 1963 l'album ritenuto il suo capolavoro The Black Saint and the Sinner Lady.
Grazie alla buona promozione fattagli dalla ben rodata catena distributiva della ABC-Paramount, John Coltrane acquisì in questo periodo il più alto profilo commerciale in carriera diventando l'artista di punta della compagnia. Oltre alla grande influenza artistica, il classico album di Coltrane del 1965 intitolato A Love Supreme divenne uno dei maggiori successi nella storia del jazz vendendo più di 100 000 copie all'uscita, raggiungendo nel 1970 le 500 000 copie vendute. Inoltre la musica che Coltrane registrò per la Impulse! negli anni tra il 1961 e il 1967 ebbe in seguito un'enorme influenza sul jazz e sulla musica popolare in generale. Roger McGuinn dei The Byrds affermò che l'ascolto ripetuto della musica di Coltrane in quel periodo fu una delle ispirazioni principali nella composizione della loro hit del 1965 Eight Miles High. Nel 1967, l'ABC-Paramount Records cambiò nome in ABC Records.
La prematura morte di Coltrane avvenuta nel 1967 privò la Impulse! Records del suo artista più prestigioso e di successo, ma l'attività in studio di Coltrane nell'ultimo periodo di carriera era stata così frenetica che l'etichetta si ritrovò abbastanza materiale inedito già inciso da poter compilare una dozzina di album postumi. Molte di queste registrazioni furono co-prodotte dalla vedova di Coltrane, Alice, e pubblicate dalla Impulse! sotto la supervisione di Thiele.
Durante il 1969, Bob Thiele iniziò gradualmente a diradare le sue attività per la Impulse!, lasciando poi definitivamente la compagnia. La dipartita di Thiele fu provocata dal precipitare dei suoi rapporti di lavoro con il manager Larry Newton, insediatosi alla direzione della ABC Records nel 1965. Una delle ultime produzioni di Thiele prima di lasciare la Impulse! fu la celebre canzone di Louis Armstrong What a Wonderful World, di cui lo stesso Thiele era coautore. Newton stesso raccontò che avrebbe voluto che Armstrong incidesse un album di dixieland, per ripetere il successo commerciale di tre anni prima grazie alla colonna sonora di Hello, Dolly!, ma che Thiele lo chiuse letteralmente fuori dalla sala di incisione affinché "Satchmo" potesse terminare la registrazione del suo pezzo. Il pezzo uscì poco tempo prima della morte del grande trombettista, ma ricevette pochissima promozione e riuscì a entrare in classifica solo vent'anni dopo, quando fu incluso nella colonna sonora di Good Morning, Vietnam.

### Anni settanta e vendita alla MCA Records
Sotto la guida del successore di Thiele, Ed Michel, la Impulse! continuò la sua specializzazione nel jazz d'avanguardia pubblicando un album della Liberation Music Orchestra, la prima delle quattro celebrate collaborazioni tra il bassista Charlie Haden e la compositrice-arrangiatrice Carla Bley; gli album di jazz etnico di Gato Barbieri, e acquisendo come nuova star della compagnia il giovane pianista jazz Keith Jarrett (già ex collaboratore del Miles Davis del "periodo elettrico"). La compagnia acquisì anche alcuni LP che il musicista jazz d'avanguardia Sun Ra aveva inciso per la sua etichetta privata, la El Saturn Records, distribuendoli sul mercato in maniera più massiva. Durante questo periodo di attività gli artisti di punta dell'Impulse! erano Archie Shepp, Albert Ayler (nei quali album si notò una certa svolta commerciale R&B), Pharoah Sanders (che aveva riscosso un discreto successo con l'LP Karma nel 1969), e Keith Jarrett.
Agli inizi degli anni settanta, la ABC ristrutturò la sua divisione musicale, dando vita alla propria sottodivisione pop-rock, la Dunhill Records, la cui scuderia di artisti includeva i The Mamas & the Papas, gli Steppenwolf, i Three Dog Night e gli Steely Dan e la Impulse! spostò il proprio quartier generale a Los Angeles dividendolo con la ABC-Dunhill. Fu durante questo periodo che la Impulse! divenne la prima casa discografica specializzata in jazz a pubblicare un album rock con l'uscita di Trespass, il secondo album dei Genesis, che venne pubblicato negli Stati Uniti nel 1970 (e ristampato dalla ABC nel 1974).
Nel 1974, la ABC acquisì la Famous Music e il catalogo Gulf+Western, successivamente, la compagnia venne assorbita dalla Impulse!.
La pubblicazione di album nuovi sotto etichetta Impulse! cessò negli anni 70, ma la ABC-Paramount Records continuò la ristampa degli album più famosi sotto questo marchio fino alla sua vendita alla MCA Records, nel 1979.
La Impulse! fa ora parte del ramo jazz della Universal Music Group, il Verve Music Group e normalmente si limita alle riedizioni dei propri classici. Occasionalmente, e di recente, la Impulse! ha pubblicato album per artisti storicamente legati all'etichetta, (specialmente McCoy Tyner e la vedova di John Coltrane, Alice), ma anche per artisti moderni e più commerciali come Diana Krall.